# Дело улицы Конференция
Дело улицы Конференция (исп. Caso Calle Conferencia) — спецоперация чилийской тайной полиции ДИНА против нелегальной Компартии Чили (КПЧ) в 1976 году. Именуется по названию улицы в Сантьяго, где произведены основные аресты. Проводилась по указанию Правительственной хунты генерала Пиночета. Завершилась физическим уничтожением руководства подпольных структур КПЧ. Стала важным рубежом в укреплении военного режима. Сопровождалась похищениями, пытками и бессудными убийствами. После восстановления демократии дело было расследовано, бывшие оперативники ДИНА предстали перед судом и приговорены к тюремному заключению.

## Антикоммунистический аппарат спецслужбы
С 11 сентября 1973 власть в Чили принадлежала крайне правой военной хунте. Председателем хунты и главой государства являлся генерал Аугусто Пиночет. Военный режим поставил цель полностью искоренить марксизм, «уничтожить коммунизм в Чили и в мире». Было подавлено вооружённое подполье MIR, жёстко преследовалась всякая оппозиция, особенно партии свергнутого Народного единства. Репрессии против Коммунистической партии Чили (КПЧ) занимали особое место. Главным инструментом карательной политики являлась тайная полиция ДИНА во главе с полковником Мануэлем Контрерасом.
Партийные организации КПЧ были разгромлены ещё в 1973. Многие руководители и активисты убиты, эмигрировали или находились в заключении, как генеральный секретарь ЦК Луис Корвалан. Но партия сохраняла сеть подпольных ячеек, пыталась организовать антиправительственные выступления профсоюзов. Руководил подпольной КПЧ заместитель генсека Виктор Диас Лопес — по профессии художник-график, опытный организатор с навыками нелегальной борьбы. Ближайшим сподвижником Диаса Лопеса был член ЦК Марио Саморано.
Против коммунистического подполья в структуре ДИНА была сформирована специальная Бригада Lautaro. Возглавил бригаду начальник охраны Контрераса майор Хуан Моралес Сальгадо. Подразделение находилось на личном контроле министра внутренних дел генерала Рауля Бенавидеса. Параллельно действовала спецгруппа Delfin — непосредственно для физического уничтожения коммунистов. Командовать «Delfin» был поставлен капитан Херман Баррига.
«Бригада Lautaro» вела интенсивный розыск руководителей КПЧ. Комплекс оперативных мероприятий держал на контроле директор Контрерас. Общее руководство осуществляли заместитель директора Педро Эспиноса и Мигель Краснов. Непосредственно командовали Моралес Сальгадо и Баррига. Розыск, захваты, допросы производили Карлос Лопес Тапиа, Рикардо Лоуренс Мирес, Карлос Мардонес Диас, Федерико Шеньо Сепульведа, Хорхе Андраде Гомес, Нельсон Эррера Лагос, Эмилио Тронкосо Вивальос, Хорхе Диас Радулович, Адриана Ривас, Берта Хименес, Тереса Наварро, Элиса Астудильо — всего несколько десятков офицеров.
На июнь 1976 в Сантьяго была назначена VI сессия Организации американских государств (ОАГ). Это имело для чилийского режима важное политическое значение. Антиправительственные выступления в преддверии и в ходе форума могли сильно подорвать международный имидж.
Госсекретарь США Генри Киссинджер говорил Пиночету, что проблема прав человека осложняет американо-чилийские отношения. Министр финансов США Уильям Эдвард Саймон на переговорах с чилийским коллегой Хорхе Кауасом ставил американскую помощь в зависимость от гарантий прав человека и политических свобод. Чилийские власти вынуждены были отреагировать и освободить более трёхсот политзаключённых. Одновременно хунта требовала от ДИНА гарантировать беспроблемное проведение сессии, исключить антиправительственные выступления и акции подполья.

## Захваты и убийства

### Первый этап (май)
В апреле сотрудники ДИНА арестовали связную КПЧ Элису Эскобар. Дальнейшая её роль не вполне ясна: по одним данным, её сломили на допросе и принудили к сотрудничеству, по другим (более вероятно) — сымитировали освобождение и установили плотное наблюдение. Оперативная информация вывела ДИНА к дому 1587 на Calle Conferencia — улице Конференция в столичной коммуне Сантьяго. Там располагалась кожевенная мастерская. Её владелец Хуан Бесерра был другом Марио Саморано. 29 апреля агенты ДИНА похитили невестку Бесерры — работницу Марию Суньигу. На следующий день был схвачен Бесерра. Обоих доставили на Виллу Гримальди и избивали, требуя назвать местонахождение Саморано.
Были задержаны несколько жителей дома 1587 на улице Конференция и дома 5113 на улице Алехандро дель Фиерро (по второму адресу жила мать Бесерры). В квартирах разместились засады ДИНА — метод назывался «мышеловка». 3 мая Элиса Эскобар предупредила о скором приходе Саморано. 4 мая Марио Саморано был захвачен в квартире Бесерры — брали его жёстко, со стрельбой и ранением. То же произошло с коммунистом Хорхе Муньосом (муж Гладис Марин), на следующий день — с Хайме Донато (партийный куратор профсоюзной работы) и Ульдарико Донэйром (председатель партийной контрольной комиссии). 6 мая был проведён — возможно, в рамках прикрытия — публичный арест Элисы Эскобар.
Информация не сразу дошла до подпольных ячеек. Но отсутствие Муньоса и Донэйра на подпольном совещании вызвало тревогу. 8 мая Элиса Эскобар под контролем ДИНА вышла на партийную связную Элиану Эспиносу и передала сфабрикованные сведения Виктору Диасу Лопесу. Так было установлено местопребывание главного руководителя подполья. 9 мая в доме 933 на улице Гаспар де Оренсе арестован Ленин Диас Сильва, отвечавший в КПЧ за связь и конспирацию. Вместе с ним на Виллу Гримальди отправили Элису Эскобар — по-видимому, больше не нужную для целей ДИНА (там её видели в последний раз).
12 мая нанесён решающий удар: Виктор Диас Лопес обнаружен и схвачен в доме 979 на улице Бела-Оризонте. Эта акция была названа в ДИНА La Noche de los cuchillos largos — «Ночь длинных ножей». Арест проводился в демонстративно устрашающей форме — большим отрядом при пулемётах, с громкими выкриками ¡Somos de la DINA! — Мы из ДИНА! Диас Лопес подвергся жестокому избиению и был в наручниках доставлен на Виллу Гримальди. На следующий день похищены Фернандо Лара Рохас и Сесар Серда Куэвас (представитель КПЧ в КУТ).
Майская серия арестов — особенно захват Диаса Лопеса, который скрывался с 11 сентября 1973 — явилась крупным успехом ДИНА. Оперативники срочно проинформировали директора Контрераса, Контрерас — президента Пиночета. Пиночет лично прибыл в оперативный центр ДИНА Каса-де-Пьедре и имел разговор с Диасом Лопесом. Схваченных переместили в Казармы Симона Боливара, где базировались «Бригада Lautaro» и группа «Delfin». 
На допросах их подвергали пыткам. Эухенио Берриос и Майкл Таунли испытывали на них действие отравляющего газа зарин (Таунли при этом едва не задушился сам). По приказу Контрераса похищенные коммунисты были убиты агентами «Delfin». Детально восстановлена картина гибели Диаса Лопеса. Баррига получил указание Контрераса и проинформировал Моралеса Сальгадо. Агенты Бернардо Даса и Серхио Эскалона задушили Диаса Лопеса пластиком, после чего медсестра Гладис Кальдерон ввела цианид. Трупы скрыты полётами смерти. Все они десятки лет числились «пропавшими без вести».

### Второй этап (август-декабрь)
VI сессия ОАГ прошла в Сантьяго без происшествий (только Мексика отказалась от участия и представитель Колумбии прибыл с демонстративным запозданием). Президент Пиночет призвал латиноамериканцев активно участвовать в идеологической войне против международного коммунизма, советского империализма и ультралевого терроризма. Он жёстко осудил иллюзии нейтралитета и мирного сосуществования. При этом The New York Times сообщала о новых задержаниях членов КПЧ (преувеличивая количество до сотен). В официальном пояснении чилийского МВД говорилось об «обычных мерах предосторожности». Речь шла именно о майских арестах на улице Конференция.
К середине июля 1976 были выявлены и разгромлены более тридцать точек связи КПЧ. Но партия сумела сформировать новое руководство. Коммунистическое подполье возглавил профессор Чилийского университета Фернандо Ортис, его ближайшими помощниками стали Уальдо Писарро, Орасио Сепеда, Линкоян Берриос.
Майские мероприятия позволили оперативникам ДИНА собрать значительный объём информации. С августа последовали новые удары по подполью. Были арестованы Марта Угарте (партийный куратор образования и казначей), Оскар Рамос (куратор парторганизаций), Мануэль Варгас Лейва, Элиана Ахумада Уго Виванко, Хорхе Сальгадо, Педро Сильва Бустос, Мигель Насаль Кирос, Карлос Вискарра Хофре, Хулио Вега, Нельсон Хериа. Эти деятели состояли в ЦК, возглавляли территориальные подпольные организации либо организовывали связь подпольных ячеек с руководством.
Завершающий удар был нанесён в декабре. Этот этап был назван «дело тринадцати». Агенты ДИНА выследили и схватили одиннадцать руководителей подпольной КПЧ и двух активистов MIR: Фернандо Ортиса, Уальдо Писарро, Орасио Сепеду, Линкояна Берриоса, Армандо Портилью, Эктора Велиса, Рейнальду Перейру, Фернандо Наварро Альенде, Луиса Ласо Сантандера, Лисандро Круса Диаса, Сантьяго Арайя Кабреру, Карлоса Дурана Гонсалеса (двое последних состояли в MIR, остальные в КПЧ). Операция завершилась 20 декабря: схвачен Эдрас Пинто Арройо, бывший секретарь депутатской группы компартии.
Все они были убиты, многие после пыток. Для сокрытия трупов вновь устраивались «полёты смерти». Аресты и убийства официально не признавались. На запросы родственников направлялся стандартный ответ: «среди задержанных не значится» (формально это соответствовало действительности: никаких бумаг не велось). Относительно Марио Саморано и Хорхе Муньоса ложно утверждалось, будто они выехали из Чили в Аргентину.
Труп Марты Угарте со следами жестоких пыток случайно обнаружил французский турист в скалах на курортном пляже близ Ла-Лигуа. Впоследствии такие же находки появлялись в водах и на берегах реки Майпо.

### Итоги
Оперативные мероприятия тайной полиции подавили подпольную активность КПЧ. Полного уничтожения компартии не произошло, некоторые ячейки сохранились. Новое руководство возглавил партийный идеолог Хорхе Тексье, затем партийные функционеры Никасио Фариас, Крифе Сид, Гильерме Тейльер. Однако деятельность переместилась в эмиграцию. В конце года, при фактическом завершении операции, хунта сочла возможным освободить Луиса Корвалана: 18 декабря 1976 он был вывезен из Чили для обмена на Владимира Буковского.
Августовский 1977 пленум ЦК КПЧ упоминал «дело улицы Конференция». Аресты и убийства характеризовались как тяжёлые потери партии. Возобновить активность КПЧ внутри страны удалось в середине 1980-х, на фоне начавшейся либерализации режима.
В сентябре 1976 агенты ДИНА убили в Вашингтоне Орландо Летельера, бывшего влиятельного деятеля правительства Альенде. Теракт на территории США вызвал громкий международный скандал и резко ухудшил межгосударственные отношения. Пиночет вынужден был пойти на роспуск ДИНА и преобразование в новую спецслужбу СЕНИ с формально урезанными полномочиями.

## Суд и память
Расследование «дела улицы Конференции» началось в 2007 (президентом Чили была тогда социалистка Мишель Бачелет). Процесс касался только первого, апрельско-майского этапа, названного Caso Conferencia 1. Обвинения касались похищения десяти человек и убийства Диаса Лопеса. Обвинительное заключение сформулировано в 2013: к судебной ответственности привлекались 79 сотрудников ДИНА, начиная с Контрераса, Эспиносы и Краснова.
В итоге были признаны виновными 49 человек — остальные выведены из-под обвинения по принципу Res judicata, как Контрерас, или по нехватке доказательств. Приговор утверждён судебной апелляционной палатой 25 апреля 2023. Двое — Лопес Тапиа и Лоуренс Мирес — скончались до вынесения приговора. Двое — Эспиноса и Краснов приговорены к 20 годам заключения, трое — в том числе Эскалона и Кальдерон — к 17 годам, шестнадцать — в том числе Тронкосо Вивальес и Диас Радулович — к 15 годам, один — Моралес Сальгадо — к 8 годам, двое — Шеньо Сепульведа и Андраде Гомес — к 6 годам, двадцать три — в том числе Асудильо, Наварро, Хименес — к 5 годам.
В современной Чили «дело улицы Конференция» обычно рассматривается как преступное нарушение прав человека. Последовательные пиночетисты считают действия сотрудников ДИНА оправданными в условиях «внутренней войны» — но даже в правых антикоммунистических кругах признаётся избыточной и отталкивающей жестокость расправы над уже арестованными коммунистами. Левые силы чтят погибших как борцов против диктатуры. Компартия Чили регулярно проводит памятные мероприятия. В 2021, выступая по случаю 45-летнего юбилея, генеральный секретарь КПЧ Лаутаро Кармона провёл связь между подпольной борьбой 1970-х и нынешним противостоянием «неолиберальному капитализму».